# Ligne de tramway 521/1
Pour les articles homonymes, voir Ligne 521.
Ne doit pas être confondu avec les lignes de tramway : 521/2 ligne des grottes de Han-sur-Lesse et 521/3 Wellin - Graide.
La ligne 521/1 est une ancienne ligne du tramway vicinal de Wellin de la Société nationale des chemins de fer vicinaux (SNCV) qui reliait Wellin à Rochefort entre 1904 et 1955.

## Histoire

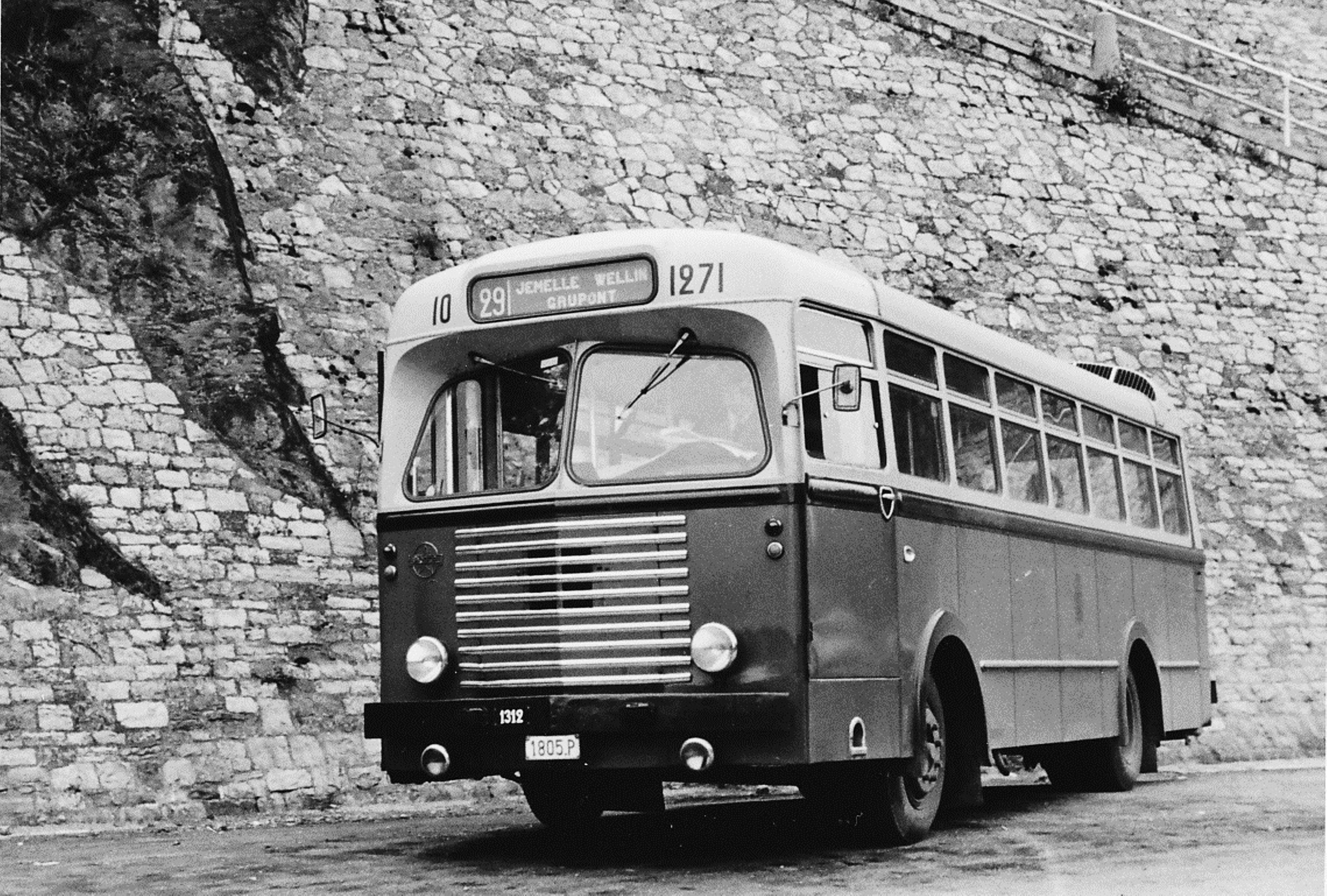
1 10 1971, autobus Brossel A75 DAR/Jonckheere sur la ligne 29 au terminus de la gare de Jemelle.

14 février 1904 : mise en service entre la station vicinale de Wellin et la gare de Rochefort, exploitation par la SA pour l'Exploitation du CFV Rochefort - Grottes de Han - Wellin (RGW); traction vapeur; capital 112.
1916 : démontage de la ligne.
13 juin 1920 : réouverture de la ligne.
1935 : traction par autorails.
31 août 1955 : suppression et remplacement par un autobus sous l'indice 29.

## Infrastructure

### Dépôts et stations
Nom : (gare) : quand le dépôt ou la station est accolé ou proche d'une gare.
Type : D : dépôt , S : station , Sf : si la station sert de gare douanière à la frontière , Sp : si la station est établie dans un bâtiment privé le plus souvent un café ou plus rarement une habitation privée.
| Illustration | Nom    | Type | Commune | Localisation                | État                              | Remarques |
| ------------ | ------ | ---- | ------- | --------------------------- | --------------------------------- | --------- |
|              | Wellin | DS   | Wellin  | 50° 04′ 52″ N, 5° 07′ 10″ E | En partie démoli, en service TEC. |           |

## Exploitation

### Horaires
Tableaux : 521 (1931), numéro de tableau partagé entre les lignes 521/1 Rochefort - Wellin, 521/2 ligne des grottes de Han-sur-Lesse et 521/3 Graide - Wellin.